# Kosta (commune de Lessebo)
Pour les articles homonymes, voir Kosta.
Kosta est une localité de Suède dans la commune de Lessebo située dans le comté de Kronoberg.
Sa population était de 1 000 habitants en 2019.